# جون موراي (سياسي أسترالي، مواليد 1851)
جون موراي (بالإنجليزية: John Murray)‏ هو سياسي أسترالي، ولد في 8 يوليو 1851 في فيكتوريا في أستراليا، وتوفي بنفس المكان في 4 مايو 1916. انتخب عضو الجمعية التشريعية فيكتوريا وانتخب Premier of Victoria ‏ (8 يناير 1909 – 18 مايو 1912).